# Jaume Bassó
Jaume Bassó Barberán, (Badalona, 19 de septiembre de 1929-21 de enero de 2021) fue un jugador de baloncesto español.

## Trayectoria
Empieza a jugar al baloncesto en el Colegio Julia Minguel de su Badalona natal, siendo captado por la penya en edad juvenil en el año 1944, empezando ya a jugar en la temporada 1947-48 en el primer equipo, y retirándose en 1959. Durante seis años también fue directivo del equipo badalonés.

## Internacionalidades
Fue internacional con España en 13 ocasiones Participó en el primer mundial de baloncesto disputado en Argentina en 1950, aunque con escasa fortuna, ya que el equipo español quedó penúltimo (noveno de diez). En los Juegos Mediterráneos de 1955 si hubo más fortuna, ya que en estos juegos celebrados en Barcelona España se alzó con el título.